# Gary Sheehan
Gary Sheehan, né le 15 juin 1964, est un entraîneur de hockey sur glace canado-suisse.

## Carrière[1]
Gary Sheehan commence sa carrière d'entraîneur au sein du mouvement junior du HC Fribourg-Gottéron en 1991, puis il exerce au Genève-Servette HC où il occupe le poste d'entraîneur-assistant de la première équipe pour la saison 1995-1996 en Ligue Nationale B et devient l'entraîneur en chef au début de la saison 1997-1998. Mais à la suite d'un manque de résultats, il est démis de ses fonctions le 14 novembre 1997.
Dès la saison 1998-1999, il occupe le poste d'entraîneur en chef au Star Lausanne HC en 1ère Ligue ainsi que chez les U20 du Lausanne HC. Le 25 février 2004, Gary Sheehan est nommé à la tête de l’équipe première du Lausanne HC et fait ses débuts derrière la bande en Ligue Nationale A. Il réussit à éviter la relégation du club lausannois et est reconduit en tant qu’entraîneur en chef pour la saison suivante.
Pour l’exercice 2004-2005, il partage son poste avec Bill Stewart. Cependant, à l’issue d’une saison calamiteuse, le Lausanne HC est relégué en LNB après avoir été battu par les néo promus du HC Bâle. Gary Sheehan n’est pas reconduit dans ses fonctions.
Le HC La Chaux-de-Fonds engage Gary Sheehan pour la saison 2006-2007. À la tête des chaudefonniers, le canadien obtient des résultats positifs, l’équipe se qualifiant pour les play-offs lors de chaque exercice. L’équipe atteint même la finale en 2008 et 2009. Cependant, après une 6ième place en championnat et une élimination en quarts de finale en 2013, la direction du HCC décide de se séparer de son entraîneur ,.
Après un bref passage au CP Bern où il occupe le poste d'entraîneur-assistant, Gary Sheehan est engagé par le HC Ajoie à l’entame de la saison 2014-2015 .
Sous la houlette du coach canadien, le HC Ajoie devient une équipe compétitive en LNB, avec notamment l'arrivée des deux attaquants Philip-Michaël Devos et Jonathan Hazen. Les bruntrutains se qualifient invariablement pour les play-offs saison après saison et remportent le championnat de LNB en 2016. En 2020, les ajoulots réussissent même l’exploit de remporter la Coupe de Suisse de hockey sur glace face au HC Davos, devenant le premier club de seconde division à gagner ce trophée .
Lors de la saison 2020-2021, le HC Ajoie termine à égalité de points avec l’ambitieux EHC Kloten. Le club zurichois, relégué en 2018, désire réintégrer la NL. Cependant, c’est le HC Ajoie qui remporte la finale des play-offs et obtient la promotion vers l’élite du hockey suisse . 
Seize ans après sa relégation avec le Lausanne HC, Gary Sheehan retrouve la NL. Malheureusement, malgré quelques succès de prestige, les jurassiens enchaînent les contre performances. Après une série de 18 défaites, le directeur sportif Julien Vauclair démet Gary Sheehan de ses fonctions en février 2022 ,.
À l’été 2023, le HC Franches-Montagnes annonce l’engagement de Gary Sheehan pour la saison 2023-2024 .
En décembre 2023, Sheehan quitte le HC Franches-Montagnes pour occupé le poste d'entraîneur-assistant au HC Olten. Il remplace Lars Leunberger au poste d'entraineur principal au mois de janvier 2024 et mène l'équipe en demi-finale des play-offs. Cette performance lui permet d'obtenir une prolongation de contrat pour la saison 2024-2025,,.

## Palmarès d'entraîneur en chef
- Championnat de Suisse de LNB/SL : 2016 et 2021
- Coupe de Suisse : 2020